# Aquaporina 1
L'aquaporina 1, o AQP1, és una aquaporina característica del ronyó. No està regulada per l'hormona antidiürètica (ADH), però associada bàsicament amb el ronyó, s'ha localitzat:
- en el tub contornejat proximal
- en la porció recta del túbul proximal
- en la branca descendent estreta de la nansa de Henle

De manera addicional, també es troba en:
- les cèl·lules vermelles de la sang
- l'endoteli vascular
- el tracte gastrointestinal
- les glàndules sudorípares
- els pulmons.[6]